# Bari megye
Bari Olaszország Puglia régiójának egyik megyéje. Székhelye Bari.

## Fekvése
A megye Puglia régió központi részét foglalja el. Északon Foggia megye határolja, 2009-től pedig az újonnan létrehozott Barletta-Andria-Trani megye. Keleten az Adriai-tenger határolja, délen Taranto megye, keleten pedig Basilicata régió két megyéje: Potenza és Matera.
A megye tengerparti részét egy síkság alkotja, az úgynevezett Terra di Bari. Területének nagy része azonban a Murge karsztfennsík vidékén fekszik. Nyugati oldala a Szubappenninek vidékére nyúlik be.
Jelentősebb vízfolyása a Foggia megyével határt képező Ofanto és ennek egyik mellékfolyója a Locone, valamint a Szubappenninekkel párhuzamosan folyó és a Tarantói-öbölbe torkolló Gravina di Picciano.

## Fő látnivalók
- természeti látnivalók:
  - Alta Murgia Nemzeti Park
  - a castellanai barlangok
- a világörökség részévé nyilvánított látnivalók
- kulturális helyszínek:
  - Acquaviva delle Fonti katedrálisa
  - Alberobellói trullók
  - Bari óvárosa és kikötője
  - Altamura katedrálisa és ősember-lelőhelye
  - Bitonto katedrálisa és középkori városközpontja
  - Gravina in Puglia óvárosa
  - Molfetta neolitikumi régészeti lelőhelye
  - Monopoli várkastélya és az ókori görög város, Gnathia romjai
  - Ruvo di Puglia katedrálisa és középkori városközpontja

## Községek(comuni)
| Acquaviva delle Fonti | Casamassima         | Monopoli            |
| Adelfia               | Cassano delle Murge | Terlizzi            |
| Alberobello           | Molfetta            | Noicattaro          |
| Altamura              | Cellamare           | Poggiorsini         |
| Castellana Grotte     | Noci                | Polignano a Mare    |
| Bari                  | Corato              | Putignano           |
| Conversano            | Palo del Colle      | Rutigliano          |
| Binetto               | Giovinazzo          | Ruvo di Puglia      |
| Gioia del Colle       | Gravina in Puglia   | Sammichele di Bari  |
| Bitetto               | Grumo Appula        | Sannicandro di Bari |
| Bitonto               | Locorotondo         | Toritto             |
| Bitritto              | Modugno             | Triggiano           |
| Canosa di Puglia      | Mola di Bari        | Turi                |
| Capurso               | Santeramo in Colle  | Valenzano           |